# Union démocratique de Catalogne
Pour les articles homonymes, voir UDC et Union démocratique.
Ne doit pas être confondu avec Convergence démocratique de Catalogne.
 (janvier 2023).
Si vous disposez d'ouvrages ou d'articles de référence ou si vous connaissez des sites web de qualité traitant du thème abordé ici, merci de compléter l'article en donnant les références utiles à sa vérifiabilité et en les liant à la section « Notes et références ».
L'Union démocratique de Catalogne (en catalan : Unió Democràtica de Catalunya, UDC ou Unió) est un parti politique catalan, fondé le 7 novembre 1931 et dissous le 24 mars 2017, d'idéologie démocrate chrétienne et catalaniste.
Il appartient à la coalition, puis la fédération, Convergence et Union (CiU) entre 1978 et 2015, dont il constitue le partenaire minoritaire.

## Histoire
Le parti est créé le 7 novembre 1931 comme un parti catalaniste et démocratique, d'inspiration chrétienne mais non confessionnel.
Lors de la transition démocratique, l'UDC se présente aux élections générales de juin 1977 sous la bannière de l'Union démocratique et de la démocratie chrétienne de Catalogne qui obtient deux sièges au Congrès des députés. L'année suivante, l'UDC forme avec Convergence démocratique de Catalogne (CDC) la coalition Convergence et Union au sein de laquelle elle se présente à toutes les élections à partir de 1979.
En juin 2015, Unió appelle ses 4 000 adhérents à se prononcer pour ou contre un processus unilatéral vers l'indépendance de la Catalogne. Ceux-ci rejettent cette option par une très courte majorité de 50,9 % des voix. En conséquence, la Convergence démocratique rompt la coalition. En désaccord avec la décision de l'UDC, des cadres tels Antoni Castellà, Núria de Gispert et Joan Rigol fondent le 12 juillet suivant les Démocrates de Catalogne (DC).
L'UDC se présente seule aux élections au Parlement catalan du 27 septembre 2015 où elle n'obtient que 2,51 % des voix et aucun élu. Il en est de même lors des élections générales du 20 décembre de la même année. Le 24 mars 2017, en conséquence du processus de liquidation judiciaire engagé en septembre 2016, le comité de direction prononce la dissolution d'Unió. Le fonds documentaire, un temps menacé de vente par l'administratrice judiciaire et déclaré bien d'intérêt culturel en 2017 par Santi Vila, est versé en novembre 2018 aux Archives nationales de Catalogne.

## Dirigeants
Le dirigeant le plus important est Josep Antoni Duran i Lleida, président du parti depuis 1987 et député au Congrès des députés à partir de 2004. Non réélu lors des élections législatives de décembre 2015, il quitte la présidence de l'UDC en janvier 2016.

## Résultats électoraux
Jusqu'en 2015, l'UDC se présente à toutes les élections en coalition avec Convergence démocratique de Catalogne au sein de la coalition Convergence et Union.

### Élections au Parlement de Catalogne
| Année | Chef de file                | Voix    | %    | #   | Sièges   | Gouvernement                                 |
| ----- | --------------------------- | ------- | ---- | --- | -------- | -------------------------------------------- |
| 1980  | Miquel Coll                 | CiU     | CiU  | CiU | 8 / 135  | Pujol I                                      |
| 1984  | Miquel Coll                 | CiU     | CiU  | CiU | 16 / 135 | Pujol II                                     |
| 1988  | Joaquim Xicoy               | CiU     | CiU  | CiU | 15 / 135 | Pujol III                                    |
| 1992  | Joaquim Xicoy               | CiU     | CiU  | CiU | 16 / 135 | Pujol IV                                     |
| 1995  | Joan Rigol                  | CiU     | CiU  | CiU | 14 / 135 | Pujol V                                      |
| 1999  | Joan Rigol                  | CiU     | CiU  | CiU | 13 / 135 | Pujol VI                                     |
| 2003  | Josep Antoni Duran i Lleida | CiU     | CiU  | CiU | 12 / 135 | Opposition                                   |
| 2006  | Núria de Gispert            | CiU     | CiU  | CiU | 14 / 135 | Opposition                                   |
| 2010  | Joana Ortega (ca)           | CiU     | CiU  | CiU | 17 / 135 | Mas I                                        |
| 2012  | Joana Ortega (ca)           | CiU     | CiU  | CiU | 13 / 135 | Mas II (2012-07/2015) ; soutien (07-10/2015) |
| 2015  | Ramon Espadaler (ca)        | 103 293 | 2,51 | 7e  | 0 / 135  | Extra-parlementaire                          |

### Cortes Generales
| Année | Chef de file                | Congrès des députés | Congrès des députés | Congrès des députés | Congrès des députés | Sénat  | Gouvernement                                       |
| Année | Chef de file                | Voix                | %                   | #                   | Sièges              | Sénat  | Gouvernement                                       |
| ----- | --------------------------- | ------------------- | ------------------- | ------------------- | ------------------- | ------ | -------------------------------------------------- |
| 1977  | Anton Cañellas              | UCiDCC (ca)         | UCiDCC (ca)         | UCiDCC (ca)         | 1 / 47              | 0 / 16 | Soutien                                            |
| 1979  | Llibert Cuatrecasas (ca)    | CiU                 | CiU                 | CiU                 | 1 / 47              | 0 / 16 | Opposition                                         |
| 1982  | Joaquim Xicoy               | CiU                 | CiU                 | CiU                 | 3 / 47              | 1 / 16 | Opposition                                         |
| 1986  | Llibert Cuatrecasas (ca)    | CiU                 | CiU                 | CiU                 | 5 / 47              | 1 / 16 | Opposition                                         |
| 1989  | Llibert Cuatrecasas (ca)    | CiU                 | CiU                 | CiU                 | 5 / 46              | 2 / 16 | Opposition                                         |
| 1993  | Josep Sánchez i Llibre (ca) | CiU                 | CiU                 | CiU                 | 5 / 46              | 3 / 16 | Soutien (1993-09/1995) ; opposition (09/1995-1996) |
| 1996  | Josep Sánchez i Llibre (ca) | CiU                 | CiU                 | CiU                 | 5 / 47              | 2 / 16 | Soutien                                            |
| 2000  | Josep Sánchez i Llibre (ca) | CiU                 | CiU                 | CiU                 | 4 / 46              | 2 / 16 | Opposition                                         |
| 2004  | Josep Antoni Duran i Lleida | CiU                 | CiU                 | CiU                 | 4 / 47              | 0 / 16 | Minorité                                           |
| 2008  | Josep Antoni Duran i Lleida | CiU                 | CiU                 | CiU                 | 4 / 47              | 0 / 16 | Minorité                                           |
| 2011  | Josep Antoni Duran i Lleida | CiU                 | CiU                 | CiU                 | 6 / 47              | 2 / 16 | Opposition                                         |
| 2015  | Josep Antoni Duran i Lleida | 65 388              | 1,74                | 7e                  | 0 / 47              | 0 / 16 | Extra-parlementaire                                |